# Білозерське (Павлоградський район)
Білозе́рське — село в Україні, у Юр'ївській селищній громаді Павлоградського району Дніпропетровської області. До 2017 орган місцевого самоврядування — Преображенська сільська рада.
Населення за переписом 2001 року становить 7 осіб

## Географія
Село Білозерське примикає до села Голубівське. По селу протікає пересихаючий струмок з загатою.

## Історія
12 червня 2020 року, відповідно до розпорядження Кабінету Міністрів України № 709-р «Про визначення адміністративних центрів та затвердження територій територіальних громад Дніпропетровської області», увійшло до складу Юр'ївської селищної громади.
19 липня 2020 року, в результаті адміністративно-територіальної реформи та ліквідації Юр'ївського району, село увійшло до складу Павлоградського району.

## Уродженці
- Мусін Василь Петрович (1911—1944) — лейтенант РА, Герой Радянського Союзу.

## Інтернет-посилання
- Погода в селі Білозерське [Архівовано 20 грудня 2011 у Wayback Machine.]